# عبد المجيد حسن
شيخ المشايخ... إمام الحرم النبوي...
عضو هيئة كبار العلماء...
الشيخ عبدالمجيد بن حسن الجبرتي
للشيخ عبدالمجيد بن حسن الجبرتي( 1332- 1418 هـ)، رحمه الله، من الآثار الحسنة الجليلة، ما يصعب حصره، فقد تولى إمامة وخطابة المسجد النبوي الشريف، وكان عضوًا في مجلس القضاء الأعلى، وعضوًا من المؤسسين في هيئة كبار العلماء، وتولى القضاء في مدن متفرقة من المملكة، كما كان مديرا لأول مدرسة نظامية في شقراء، وبها تخرج العديد من رجال الدولة، وكبار العلماء، وجمع من الوجهاء، وتتلمذ على يده جحافل من الشخصيات، التي تسنمت مناصب مهمة في البلاد.
ومع كل ما سبق، وغيره الكثير، مما لا نحصي، ولا نعلم، إلا أن كثيرين لا يعرفون شيئًا عن الشيخ عبدالمجيد الجبرتي، هذا العالم الجليل، والإمام النادر النبيل، رفع الله درجته، ووسع مرقده، وجزاه عنا وعن بلاده وأهله خير الجزاء.
نسبه ومولده:
هو عَبْدالمَجِيدِ بن حَسَن بن أحمد بن مصطفى عبده بن خليفة بن أبي ذر بن سليمان بن سراج، الجبرتي، العلوي نسبًا.
من قبيلة أد كبيري، من مقاطعة جمة في الحبشة، المدني مجاورًا.
هاجر أجداده من حضرموت إلى الحبشة للدعوة، فاستقروا بالحبشة، وتعاقبوا في إقامتهم بها جيلا بعد جيل، حتى قدوم الشيخ عبدالمجيد للسعودية.
وهو إمام المسجد النبوي، والقاضي، وعُضو هَيْئَة كِبَار العُلَمَاء، وعُضو مَجْلِس القَضَاءِ الأَعْلَى.
وُلِدَ الشَّيْخ عَبْدالمَجِيدِ، عام 1331، وقيل عام 1332، في مَدِينَة جرين، عاصمة مقاطعة حجة أبا جفار، المقاطعة الإسلامية، من الحبشة.
وهاجر والداه إلى المقاطعة المذكورة من مقاطعة غندر الشهيرة، ويَنتَمِي - رَحِمَهُ اللهُ- إِلَى أسرة مَعُرُوفة لدى مُسلمي الحبشة، بأنهـا مـن الجالية العَرَبيَّة، التي ذهب أجدادها إلَيْهَا من حضرموت، أو من وادي فاطمة، في أوائل القرن الثاني عشر، لنشر الدَّعْوَة الإِسْلاميَّة هناك.
حفظ المُتَرْجَم القُرآن في بلده، بعد دراسته بواسطة اللوح والطباشير، وفي النحو درس «الآجرومية»، و«ملحة الإعراب»، و«ألفية ابن مالك»، ودرس بعض المتون، والشرح من فقه الإمام الشافعي، عَلَى عُلَمَاء مشهورين، منهم العلامة الشيخ حسن أبي خيار، المعروف بعالم ببي.
رحلته العلمية:
قدم الشيخ الجبرتي إِلَى مَكَّةَ المُكَرَّمَةِ، وعُمْره ثلاثة عشر عامًا، سنة 1345 هـ، وأقام بمكة ثلاث سنوات، وحضر مَجَالِس كَثِير من العُلَمَاء المُدَرِّسين في المَسْجِد الحرام، ودرس على الشيخ جمال المالكي، والشيخ عبدالعزيز المالك
ي.
ثم انتقل الشيخ الجبرتي بإقامته إلى المَدِينَةِ المُنَوَّرَة، واتخذها موطنًا، فلازم الشيخ العلامة محمد الطيب الأنصاري (ت 1363 هـ)، وأخذ عنه العلوْم من حَدِيث وتفسير وتوحيد وغير ذلِكَ، كما درس على الشيخ أمين مرشد، وأَخَذَ عَن الشيخ عبدالرؤوف بن عبدالباقي، المصري الأزهري، كَثِيرًا من كتب المذهب الشافعي.
التحق بمَدْرَسَة العُلُوْم الشرعية بالمَدِينَةِ، سنة 1352 هـ، فدرس في قسمها العالي، كُل الفنون التي تُدرسُ فِيْهَا، من نحو، وصرف، وبلاغة، وأصول فقه، وحَدِيث، وغير ذلِكَ، وتخرج بها في عام 1355 هـ.
شيوخه:
- في الحبشة، الشيخ حسن أبي خيار (عالم ببي).
- الشيخ جمال المالكي.
- الشيخ عبدالعزيز المالكي.
- الشيخ محمد الطيب الأنصاري.
- الشيخ رشيد الهندي.
- الشيخ عمار الأزعر الجزائري.
- الشيخ حَسَن مشاط.
- الشَيْخ مُحَمَّد المالكي.
- الشيخ حَسَن الشاعِر. (وهو شيخ القراء بالمدينة، ووالد وزير الإعلام السعودي السابق علي الشاعر).
- الشيخ عبدالرؤوف بن عبدالباقي، المصري الأزهري.
- الشيخ أمين مرشد.
- الشيخ سليمان بن عبدالرحمن بن محمد العمري.
أعْمَاله وسيرته:
عام 1355 هـ، عُيِّن مدرسًا في مدرسة النجاح.
دَرَّس في دار الأيتام بالمَدِينَة أربع سنوات.
في أواخر عام 1359 أسس مَدْرَسَة شقراء وكان مديرا لها.
فِي أوائل عام 1366 عُيِّنَ قاضيًا بمَحْكَمَة رابغ.
في عام 1371 صدر أمر بتعيينه عضوًا بالمَحْكَمَة الكُبْرَى بالمَدِينَة المُنَوَّرَة، ثمَّ صار مساعدًا لرئيسها.
في عام 1371 عُيِّن إمامًا وخطيبًا بالمسجد النبوي الشريف.
في عام 1390 رُقِّيَ إِلَى قَاضي تمييز، في محكمة التمييز بالمنطقة الغربية، ثمَّ انْتَقَلَ إِلَى الرياض عضوًا في الهَيْئَة الدائمة لمَجْلِس القضاء الأَعْلَى.
منذ تأسيسها عام 1391 هـ اختير عضوًا فِي هيئة كبار العُلَماء بالمَمْلَكَة، وبقي كذلك حتى أُعفي بناء على طلبه سنة 1412 هـ، ثم طلب الشيخ عبدالله بن محمد بن زاحم، إعادة الشيخ عبدالمجيد بن حسن إلى الإمامة والخطابة في المسجد النبوي الشريف، فعاد.
تلاميذه:
جموع كبيرة، منهم على سبيل المثال:
· صدقة حسن خاشقجي.
· إبراهيم غلام.
· عبدالعزيز الربيع.
· عبدالوهاب فقيه.
· عبدالله بن سليمان بن منيع. (عضو هيئة كبار العلماء).
· صالح بن عبدالرحمن الحصين. (عضو هيئة كبار العلماء).
· ناصر بن عبدالله السدحان.
· عبدالرحمن بن محمد السدحان.
· محمد بن عبدالله المانع.
وفاته:
تُوفي رَحِمَهُ اللهُ بالمَدِينَة، يوم السبت 17 من شوال عام 1418، وصُلِّيَ عَلَيْهِ بالمسجد النبوي الشريف، فجر يوم الأحد، ودفن بالمدينة المنورة، ببقيع الغرقد.
الثناء عليه:
وَقَدْ أثنى عَلَيْهِ ورَثَاه كثيرون فنشرت جريدة الرياض بتاريخ 7 / 11 / 1418 هـ موضوعًا عنوانه: «العُلَمَاء يعبرون عن حزنهم بوفاة أستاذ العِلْم والقضاء»، بقلم: علي العطاس، قال فيه:
عَبَّر عدد من الأدباء، ورجال الفقه والعِلْم، عَن عظم حزنهم، لوفاة فضيلة الشيخ عبد المَجِيدِ بن حَسَن الجبرتي، أحد رموز التعليم، والقضاء بالمَمْلَكَة، واصفين رحيله بأنه فقد أليم، ترك أثرًا بالغًا في أنفسهم جميعًا، لما يتمتع بهِ، رَحِمَهُ الله، من مكانة علمية، وتربوية، ساهمت بشكل كبير، في بناء شخصيَّة كُلّ مِنْهُم، العِلْمِيَّة، والفقهية.
وأكد الجميع أن لَهُ الفضل عَلَى الكَثير من رجال التربية والتعليم والأدباء، فهو من أوائل رواد العِلْم في المَمْلَكَة عِنْدَمَا بدأ التعليم النظامي، في عهد موحد الجزيرة، المَلِك عَبد العَزيز، رَحِمَهُ اللهُ، فَقَدْ كَانَ لقاء مع عدد من طَلَبَة أول مَدْرَسَة نظامية افتتحت في شقراء (بلدة ذات إمارة من إمارات من منطقة الرياض يتبعها قرى وموارد وهي قاعدة إقليم الوشم)، تحت إشراف الجبرتي.
في مَكَّةَ المُكَرَّمَةِ، يقول الشيخ عبدالله بن سُلَيْمَان المنيع، وَهوَ من طُلاب الشيخ الجبرتي، في مدرسة شقراء، وعُضو هَيْئَة كبار العُلَمَاء، وَالقَاضِي فِي محكمة التمييز بمَكَّةَ:
كان مديرنا فِي المَدْرَسَة، حازماً وقوياً في إدارته، وبعد أن ذكر الشيخ شيئاً طيباً، عَن نتائج المَدْرَسَة، قال: ويرجع الفضل بعد الله سُبْحَانَه وتَعَالَى فِي الدَّرَاسَة وقُوَّة العِلْمِ، إِلَى هَذَا الرَّجُلِ الجَلِيل الَّذِي كَانَ مثالاً للنصح، والتقى، والصلاح، ورهافة الحس، وسعة المَعْلُومات العامة، حَيْثُ يمكن أن يوصف بجانب صفاته العلمية والقضائية، بأنه من الأدباء، والرِّجَال الَّذِينَ قَدْ لا يمكن أن ننصفهم حقهم، عندما نتحدث عنهم، ولكن له منا الدعاء والترحم عليه.
ومن طُلاب الشيخ الجبرتي، يحدثنا الشيخ صالح بن عَبْد الرَّحْمَنِ الحصين، وزير الدَّوْلَة، وعُضو مَجْلِس الوزراء، السابق، إذ يقول:
من فضائل هَذَا الرَّجُل، أَنَّهُ كَانَ يحرص عَلَى تربيتنا، كتربية أبنائه، وكنا نخافه ونهابه، وحقيقة فإن مآثره عَلَى جَميع طُلاب العِلْمِ، الَّذِينَ هم الآن لهم مَناصب عليا فِي الدَّوْلَة، لا تحصى، فَقَدْ جَعَلَ شقراء منارًا للعِلْمِ والأدب، وأصبحت يشار إليها بالبنان، على أنها مركز إشعاع للعلم، فمهما تحدثنا عَن هَذَا الرَّجُل، فلن نعطيه حقه، وليس له منا إلا أن ندعو لَهُ، فِي هَذَا الحين، وكل حين، فجَزَاهُ الله عنا وَعَن المُسْلِمِين كُل خير.
وَقَالَ الشيخ عبد الرَّحْمَنِ بن مُحَمَّد السدحان، إمام جامع المانع في شقراء:
لا أستطيع أن أصف مشاعري بفقدان شيخنا الجبرتي، رَحِمَهُ اللهُ، فهو رَجُل قدير، جمع عَظِيم الصَّفَاتِ الحَمِيدَةِ، ورجل دين وعلم.
ويقول الأستاذ مُحَمَّد بن عبدالله المانع، مدير التعليم بمنطقة الوشم، سابقًا:
إن لشيخنا عَبْد المَجِيدِ الجبرتي، يَرْحَمُهُ اللهُ، مَكَانَة كَبِيرَة في نفوسنا جميعًا، وَلَهُ دور كبير، وإيجابي، في إِدَارَة المَدْرَسَة، والعَمَل فيها، والكل يكن له الحب والتَّقْدِير، فَقَدْ أَصْبَحَ اسمه علمًا لِلعِلْمِ، والمَعْرِفة، وتخرج على يده عدة أفواج من طَلَبَة العِلْمِ، وَكَانَ لهم مراكز قيادية، ومناصب كَبِيرَة، فِي الدَّوْلَة.
وفي تاريخ 29 / 11 / 1418 هـ، نشرت جريدة (الرياض)، موضوعًا بقلم علي العطاس عن الشيخ الجبرتي، وجاء فيه:
كان خلال سنواته التي قضاها في شقراء، معلمًا ومربيًا فاضلًا، استفاد من عِلمه أعداد كبيرة من طلاب العِلْمِ، الَّذِينَ أَصْبَحَ لهم شأن كبير فيما بعد، وبعد أن ذكر النتائج الطَّيِّبة لمَدْرَسَة شقراء، التِي كَانَ الشيخ عبدالمَجِيدِ مديرًا لَهَا، قَالَ:
ويعود هذا المستوى الكبير، في المستوى الدراسي، إلى قُوَّة التَّعْلِيمِ، الَّذِي كَانَ يدرسه الطَّلَبَة، فِي ذَلِكَ الوقت، إذ كانوا يدرسون في مادة التَّوْحِيد: العَقِيدَة الوَاسِطِيَّة، وفي مادة الفقه: أخصر المختصرات، وفي مادة النحو: النحو الواضح، وفي مادة التاريخ: سيرة الخلفاء الراشدين، والدولة الأموية، وفي مادة الحساب: الكسور الاعتيادية، والكسور العشرية، والنسبة والتناسب، وكل هذه المواد القوية، الشاملة فِي مَوْضُوعاتها، تعادل في دِرَاسَتها، وقوتها، مقررات المعاهد، والمدارس الثانوية، الآن.
وأضاف العطاس: "لَقَدْ كَانَ الشَّيْخ عَبْد المَجِيدِ الجبرتي، رَحِمَهُ اللهُ، مثالًا للتُقى، والصلاح، وسعة المَعْلُومات العامة، وقُوَّة الشَّخصيَّة، ولين الجَانِب، كَمَا يقوله ويرويه الكثير من طلابه وزملائه".
ومنذ تعيين الشيخ عبدالمجيد الجبرتي إماما للحرم النبوي في العام 1371 وحتى توقف عن الإمامة لمرضه قبل وفاته بسنوات، وهو متميز بجمال صوته، وحسن أدائه، ورقة القراءة والخشوع، رحمه الله.
والشيخ عبدالمجيد، هو والد (الوزير) الدكتور أنور الجبرتي، الرئيس السابق لمستشفى الملك فيصل التخصصي، والمشرف العام السابق على العيادات الملكية، في عهد الملك فهد بن عبدالعزيز، رحمه الله.
كما أن الشيخ عبدالمجيد رحمه الله بالنسبة لإمام المسجد النبوي د. أحمد بن طالب حميد هو جده لأمه.
المراجع:
- (المبتدأ والخبر لعلماء في القرن الرابع عشر وبعض تلاميذهم)، تأليف: إبراهيم بن محمد السيف، ج 4، ص 371- 376. دار العاصمة، الرياض. الطبعة الأولى، 1426 هـ - 2005 م.
- (تاريخ أمة في سِيَر أئمة)، تأليف: صالح بن عبدالله بن حميد، ج 5، ص 2055، 2056.
- (أئمة المسجد النبوي في العهد السعودي: 1345 - 1436 هـ)، تأليف: عبدالله بن أحمد آل علاف الغامدي. دار الطرفين للنشر بالطائف. الطبعة الثانية، 1436 هـ. ص 378 - 383.
- (التراويح أكثر من ألف عام في مسجد النبي عليه السلام)، تأليف: عطية محمد سالم. مطبعة المدني، القاهرة، مصر. الطبعة الأولى، 1391 هـ - 1971 م.
- (المدينة المنورة المكانة والتاريخ)، تأليف: أحمد أمين صالح مرشد. الطبعة الأولى، 1435 هـ- 2014 م.
والله أعلم.
1. سيرة_علم
2. من_أعلامنا
3. هيئة_كبار_العلماء
4. عبدالمجيد_جبرتي